# Шелтон, Чарли
Чарльз Ше́лтон (англ. Charles Shelton), более известный как Ча́рли Ше́лтон (англ. Charlie Shelton; 22 января 1864 — 18 сентября 1955) — английский футболист, хавбек. Выступал за футбольные клубы «Ноттс Рейнджерс», «Ноттс Каунти» и «Бертон Уондерерс», а также за национальную сборную Англии.

## Футбольная карьера
Родился в Ноттингеме в семье торговца овощами и фруктами. Выступал за юношеские футбольные команды Ноттингема, включая «Саут Ноттс». В 1883 году стал игроком клуба «Ноттс Рейнджерс», за который выступал до 1887 года.
В 1887 году Чарли Шелтон перешёл в клуб «Ноттс Каунти». Дебютировал за команду в декабре 1887 года, а в Футбольной лиге впервые сыграл 22 сентября 1888 года, выйдя на позиции центрального хавбека в матче против «Стока» на стадионе «Виктория Граунд» («Сток» выиграл со счётом 3:0). 10 ноября 1888 года Шелтон забил свой единственный гол в лиге в матче против «Аккрингтона» на стадионе «Трент Бридж» (матч завершился вничью со счётом 3:3). Всего в сезоне 1888/89 он провёл 15 из 22 матчей «Ноттс Каунти» в чемпионате (а также 3 матча в Кубке Англии, забив 1 гол).
7 апреля 1888 года Чарли Шелтон провёл свою единственную игру за национальную сборную Англии, выйдя на поле на позиции левого хавбека против сборной Ирландии на стадионе «Баллинафей Парк» в Белфасте, англичане одержали в том матче победу со счётом 5:1. Выиграв все три матча Домашнего чемпионата, Англия единолично завоевала титул победителя турнира.
В 1889 году Шелтон перешёл в клуб «Бертон Уондерерс», проведя сезон в только что созданной Мидленской футбольной лиге. В 1890 году вернулся в «Ноттс Каунти», но провёл за команду только 4 матча в сезоне 1890/91. В октябре 1891 года вернулся в «Бертон Уондерерс», но в том же году вновь перешёл в «Ноттс Каунти». В сезоне сезоне 1891/92 сыграл за «Каунти» 1 матч в Футбольной лиге. В дальнейшем играл за клуб «Лафборо».

## Личная жизнь
Его брат Алфред Шелтон также был игроком сборной Англии.
Чарли Шелтон умер в Истуэлле (Лестершир) в сентябре 1955 года в возрасте 91 года.

## Достижения
«Ноттс Каунти»
- Финалист Кубка Англии: 1890/91

Сборная Англии
- Победитель Домашнего чемпионата Великобритании: 1888